# Nunataki Fesenkova
Die Nunataki Fesenkova (englische Transkription von russisch Нунатаки Фесенкова Nunataki Fessenkowa) sind eine Gruppe von Nunatakkern im ostantarktischen Mac-Robertson-Land. In den Prince Charles Mountains ragen sie auf der Nordostseite des Mount Beck auf. 
Russische Wissenschaftler benannten sie. Namensgeber ist der russische Astronom und Astrophysiker Wassili Fessenkow (1889–1972).